# Erling Jensen
Erling Jensen (Skien, Telemark, 3 de juliol de 1891 – Skien, Telemark, 20 de setembre de 1973) va ser un gimnasta noruec que va competir a començaments del segle xx.
El 1912 va prendre part en els Jocs Olímpics d'Estocolm, on va guanyar la medalla de bronze en el concurs per equips, sistema suec del programa de gimnàstica, com a membre de l'equip noruec.